# Per-Unit-System
Das Per-Unit-System, abgekürzt pu, stellt in der elektrischen Energietechnik eine Hilfsmaßeinheit bezogen auf einen Bezugswert dar. Sie dient dazu, elektrische Angaben als relativen und dimensionslosen pu-Wert auszudrücken und so leichter Vergleiche von relevanten elektrischen Parametern in Stromnetzen zu ermöglichen. Im Gegensatz zu den ebenfalls dimensionslosen und logarithmischen Pegelangaben, welche im Bereich der Nachrichtentechnik Anwendung finden und beispielsweise als Bel ausgedrückt werden, ist die pu-Angabe linear.
Das Per-Unit-System wird bei Leistungsangaben wie der Angabe von Wirk- und Scheinleistungen, als auch bei den Angaben von elektrischen Spannungen und Impedanzen verwendet. Bei der pu-Angabe eines Wertes ist die Bezugsgröße und deren Dimension wesentlich.
Anwendungen liegen bei der Lastflussberechnung oder bei Einliniendiagrammen. Es werden darin die wesentlichen Parameter wie Lastflüsse oder Impedanzen von Leistungstransformatoren und rotierenden elektrischen Maschinen als relative pu-Angabe getätigt.

## Zweck
Es gibt verschiedene Gründe für die Benutzung des Per-Unit-Systems:
- In einem Leistungsbereich eingesetzte Betriebsmittel wie Generatoren, Transformatoren oder Hochspannungsleitungen weisen ähnliche Parameter wie Impedanzen, Leistungsangaben oder Verlustangaben auf. Durch den relativen Bezug im pu-System spielt die absolute Größe keine Rolle.
- In Energienetzen, welche mit Dreiphasenwechselstrom betrieben werden, wird der Verkettungsfaktor {\displaystyle {\sqrt {3}}} in die Bezugsgröße aufgenommen, wodurch sich Angaben wie beispielsweise Leistungsangaben von Einphasensystemen und Dreiphasensystemen direkt ohne Umrechnungsfaktor vergleichen lassen.
- Angaben im Per-Unit-System sind bei entsprechender Wahl unabhängig von konkreten Impedanzen bzw. Betriebsspannungen und auf beiden Seiten eines Leistungstransformators direkt vergleichbar.
- Der Bezug der Größen zu einer gemeinsamen Basis vereinfacht vor allem die manuelle Überschlagsrechnung.

## Basiswerte
Die Basiswerte werden in der gleichen Größenordnung wie die dazu in Relation gesetzten Größen willkürlich gewählt. Üblich sind runde Werte. Bei Leistungsangaben, wie die Basis der Scheinleistung SB, werden je nach Anwendung Bezugswerte von 1 MVA, 10 MVA, 100 MVA oder 1 GVA gewählt. Bei der Bezugsspannung UB wird üblicherweise die Nennspannung wie 110 kV oder 400 kV gewählt. Der Bezugswert für den Strom IB ergibt sich dann:
{\displaystyle I_{\text{B}}={\frac {S_{\text{B}}}{U_{\text{B}}}}}
und für den Bezugswert der Impedanz ZB:
{\displaystyle Z_{\text{B}}={\frac {U_{\text{B}}^{2}}{S_{\text{B}}}}}
In Dreiphasensystemen werden generell die Werte der einzelnen Stränge wie Strangspannung und Strangstrom eingesetzt, wodurch in Dreiphasensystemen die Bezugswerte durch den Verkettungsfaktor von {\displaystyle {\sqrt {3}}} zu teilen sind. Leistungsangaben sind durch den Faktor 3 zu teilen.
Die in der komplexen Wechselstromrechnung übliche komplexe Darstellung ist auch im Per-Unit-System möglich: Dabei werden die Beträge der komplexen Größen in der Polarform durch die Bezugswerte geteilt, die Winkel bleiben unverändert.

## Beispiel
Eine Freileitung für 400 kV im Dreiphasensystem ist für die Übertragung von 1.200 MVA ausgelegt. Die beiden Bezugsgrößen werden gewählt zu:
{\displaystyle S_{\text{B}}={\frac {1200\,\mathrm {MVA} }{3}}=400\,\mathrm {MVA} }
{\displaystyle U_{\text{B}}={\frac {400\,\mathrm {kV} }{\sqrt {3}}}\approx 231\,\mathrm {kV} }
Bei einer kurzzeitigen Leistungssteigerung auf 2.100 MVA sinkt die Spannung auf 390 kV. Dies entspricht im pu-System:
{\displaystyle S_{\text{pu}}={\frac {2100\,\mathrm {MVA} }{3\cdot S_{\text{B}}}}=1{,}75\,\mathrm {pu} }
{\displaystyle U_{\text{pu}}={\frac {390\,\mathrm {kV} }{{\sqrt {3}}\cdot U_{\text{B}}}}=0{,}975\,\mathrm {pu} }

## Referenzen
- Jr William D. Stevenson: Elements of Power System Analysis Third Edition. McGraw-Hill, New York 1975, ISBN 0-07-061285-4.
- B. M. Weedy: Electric Power Systems Second Edition. John Wiley and Sons, London 1972, ISBN 0-471-92445-8.